# Night Thinker
Night Thinker es el EP debut de la cantante y compositora australiana Amy Shark. Fue publicado el 21 de abril de 2017 por el sello discográfico Sony Music Entertainment y alcanzó la posición dos en los ARIA Charts.

## Lista de canciones
| N.º | Título                    | Duración |  |
| 1.  | «Drive You Mad»           | 3:32     |  |
| 2.  | «Adore»                   | 3:05     |  |
| 3.  | «Weekends»                | 3:10     |  |
| 4.  | «Worst Girl» (con Allday) | 3:52     |  |
| 5.  | «Blood Brothers»          | 3:45     |  |
| 6.  | «Deleted»                 | 3:26     |  |

## Posiciones en las listas

### Listado semanal
| Listas (2017)    | Posiciones |
| ---------------- | ---------- |
| Australia (ARIA) | 2          |

### Listado de fin de año
| Listas (2017)                  | Posiciones |
| ------------------------------ | ---------- |
| Australian Albums Chart        | 65         |
| Australian Artist Albums Chart | 18         |